# Emmanouil Zerdevas
Emmanouil „Manos“ Zerdevas, auch Manolis Zerdevas, (griechisch Εμμανουήλ "Μάνος" Ζερδεβάς, * 12. August 1997 in Chania) ist ein griechischer Wasserballspieler. Er war 2021 Olympiazweiter und 2023 Weltmeisterschaftszweiter.

## Sportliche Karriere
Der 1,84 Meter große Zerdevas war mit der griechischen Junioren-Auswahl 2015 Vierter und 2017 Erster bei den Junioren-Weltmeisterschaften.
2017 begann auch seine Karriere in der Nationalmannschaft. Bei der Weltmeisterschaft in Budapest erreichten die Griechen in der Vorrunde den zweiten Platz hinter der Mannschaft Serbiens. Nach einem Sieg über Montenegro verloren die Griechen im Halbfinale gegen Ungarn. Im Spiel um den dritten Platz trafen sie wieder auf Serbien und unterlagen mit 8:11. 2018 erreichten die Griechen bei den Mittelmeerspielen den zweiten Platz hinter den Serben. Kurz darauf bei der Europameisterschaft in Barcelona belegten die Griechen den fünften Platz, nachdem sie im Viertelfinale gegen Spanien verloren hatten. Als Torhüter wechselten sich dabei Konstantinos Flegkas und Zerdevas ab. 2019 belegten die Griechen den siebten Platz bei der Weltmeisterschaft in Gwangju. Bei den 2021 ausgetragenen Olympischen Spielen in Tokio gewannen die Griechen ihre Vorrundengruppe vor den Italienern. Im Viertelfinale bezwangen sie die Mannschaft Montenegros und im Halbfinale die Ungarn. Im Finale siegten die Serben mit 13:10. Zerdevas war Stammtorhüter, nur in einem Vorrundenspiel startete Konstantinos Galanidis. Die Griechen gewannen die erste olympische Wasserball-Medaille bei den Männern überhaupt, nachdem 2004 in Athen die Damen Silber gewonnen hatten.
2022 bei der Weltmeisterschaft in Budapest unterlag die griechische Mannschaft im Halbfinale den Italienern. Das Spiel um den dritten Platz gewannen die Griechen mit 9:7 gegen Kroatien. Bei der Europameisterschaft 2022 in Split verloren die Griechen im Viertelfinale gegen die Spanier und belegten nach der Platzierungsrunde den fünften Platz. Im Jahr darauf bei der Weltmeisterschaft in Fukuoka besiegten die Griechen im Viertelfinale Montenegro mit 10:9 und im Halbfinale die Serben mit 13:7. Das Endspiel gegen Ungarn benötigte ein Penaltyschießen, bis die Ungarn als Weltmeister feststanden. Bei den Olympischen Spielen 2024 in Paris unterlagen die Griechen im Viertelfinale den Serben mit 11:12. In den Platzierungsspielen erreichten sie den fünften Platz. Zerdevas war Stammtorhüter, Panagiotis Tzortazatos fungierte als Ersatzmann.
Auf Vereinsebene spielte Emmanouil Zerdevas ab 2019 für Olympiakos SFP, den griechischen Serienmeister.